# París-Tours 1938
La París-Tours 1938 fue la 33ª edición de la clásica París-Tours. Se disputó el 8 de mayo de 1938 y el vencedor final fue el italiano Jules Rossi, que se impuso en solitario. En esta edición, se batió un récord de velocidad media, 42.097 km/h, que perduraría intocable, durante más hasta 1948. 

## Clasificación general[3]
|    | Ciclista          | Equipo | Tiempo    |
| -- | ----------------- | ------ | --------- |
| 1  | Jules Rossi       |        | 5h 57'47" |
| 2  | Albertin Disseaux |        | a 30"     |
| 3  | Paul Maye         |        | a 1'42"   |
| 4  | Raymond Louviot   |        | m.t.      |
| 5  | Lucien Vlaemynck  |        | m.t.      |
| 6  | Roger Lapébie     |        | m.t.      |
| 7  | Marcel Kint       |        | a 2'31"   |
| 8  | Lucien Lauk       |        | m.t.      |
| 9  | René Le Grevès    |        | m.t.      |
| 10 | Eloi Meulenberg   |        | m.t.      |